# Mario Nieher
Mario Nieher (* 9. Juni 1961) ist ein deutscher ehemaliger Fußballspieler. Er spielte 1985/86 für die Betriebssportgemeinschaft (BSG) Sachsenring Zwickau in der DDR-Oberliga, der höchsten Liga im DDR-Fußball.

## Sportliche Laufbahn
Zur Saison 1983/84 wechselte der 22-jährige Mario Nieher vom FC Karl-Marx-Stadt, wo er bisher in der Nachwuchsoberliga gespielt hatte, zur BSG Sachsenring Zwickau, die gerade aus der DDR-Oberliga abgestiegen war. Er hatte zunächst einen erfolgversprechenden Einstand, denn er wurde in den ersten sechs Ligaspielen kontinuierlich als Linksaußenstürmer eingesetzt und kam zweimal zum Torerfolg. Danach begann Trainer Manfred Kupferschmied auf der linken Sturmseite zu experimentieren, während er Nieher in den folgenden vier Punktspielen nur noch als Einwechselspieler aufbot. Dabei gelang Nieher noch einmal ein Tor, anschließend fiel er für den Rest der Punktspiele aus. Erst in der Aufstiegsrunde zur Oberliga, an der Sachsenring Zwickau als Staffelsieger teilnahm, kam Nieher einmal wieder als Einwechsler zum Zuge. In den Aufstiegsspielen konnten sich die Zwickauer nicht behaupten und mussten auch 1984/85 weiter in der DDR-Liga spielen. Nieher stand nicht im Spielerkader und wurde auch nicht in den Ligaspielen eingesetzt. Als die BSG Sachsenring zur Saison 1985/86 wieder in die Oberliga aufgestiegen war, gehörte Nieher immer noch nicht zum Spieleraufgebot. Am 11. Oberligaspieltag tauchte er dann wieder in der Mannschaft auf und wurde in der Folge von Trainer Jürgen Croy als Stürmer eingesetzt. Bis zum Saisonende bestritt Nieher insgesamt 15 Oberligaspiele, bei denen er elfmal in der Startelf stand. Bei seinem zwölften Einsatz erzielte er noch einmal ein Tor für Sachsenring. 
Nachdem Sachsenring Zwickau umgehend wieder absteigen musste, trennte sich die BSG von Mario Nieher, der zwischen 1983 und 1986 zehn DDR-Liga-Spiele mit drei Toren und fünfzehn Oberligaspiele mit einem Tor absolviert hatte. Nieher kehrte zum FC Karl-Marx-Stadt zurück, wurde dort aber nur noch in der drittklassigen Bezirksligamannschaft FCK II eingesetzt. Dem Club blieb Nieher für lange Zeit verbunden, noch 2013 spielte er für den Nachfolgeclub Chemnitzer FC in der Traditionsmannschaft. 